# Хасићи (Рибник)
Хасићи су насељено мјесто у општини Рибник, Република Српска, БиХ. Према попису становништва из 1991. у насељу је живјео 431 становник.

## Становништво
| Демографија | Демографија | Демографија |
| Година      | Становника  | Становника  |
| ----------- | ----------- | ----------- |
| 1948.       | 297         |             |
| 1953.       | 349         |             |
| 1961.       | 418         |             |
| 1971.       | 394         |             |
| 1981.       | 446         |             |
| 1991.       | 431         |             |